# Кубо Еміко
Кубо Еміко (яп. 久保 恵美子; нар. Японія) — японська футболістка, виступала в збірній Японії.

## Кар'єра в збірній
Дебютувала у збірній Японії 6 вересня 1981 року в поєдинку проти Англії. З 1981 по 1984 рік у формі японської збірної провела 4 матчі.

## Статистика виступів у збірній
| жіноча національна збірна Японії | жіноча національна збірна Японії | жіноча національна збірна Японії |
| Рік                              | Матчі                            | Голи                             |
| -------------------------------- | -------------------------------- | -------------------------------- |
| 1981                             | 1                                | 0                                |
| 1982                             | 0                                | 0                                |
| 1983                             | 0                                | 0                                |
| 1984                             | 3                                | 0                                |
| Загалом                          | 4                                | 0                                |